# Hans Hansen (komponist)
 Der er flere personer med dette navn, se Hans Hansen.
Hans Hansen (født 2. marts 1817, død 1. november 1878) var en dansk musiker, orkesterleder og komponist, der virkede på Fyn, på egnen mellem Svendborg og Fåborg.
Hans far (med samme navn) var lokal smed og dyrlæge, og fik derfor tilnavnet Kursmeden, et navn, som gik i arv til Hans Hansen. Han fødtes i Ulbølle, tæt på Vester Skerninge og Ollerup på en egn med et rigt kulturliv både inden for undervisning og musik. Han startede sin musikalske løbebane tidligt, Han blev undervist af en lokal amatørmusiker og senere af stadsmusikanten Gregers Hjort Simonsen i Svendborg. En overgang var han ansat som lokal medhjælper på Ulbølleegnen for stadsmusikanten, hvis musikdistrikt også omfattede denne egn. Flere gange blev han, ligesom senere Carl Nielsen, tilbudt støtte til at rejse til København for at videreuddanne sig, men han blev boende på egnen hele livet. 
Hans Hansen var en kompetent musiker og virkede som orkesterleder for endog ret store orkestre på op til 15 medlemmer. Der var bud efter ham på hele sydkysten til dans, andre festlige lejligheder og teaterforestillinger både i Fåborg og Svendborg. Også på egnens godser, bl.a. Hvidkilde, Egeskov, Søbysøgård og Valdemars Slot spillede han med sit orkester.
Undervejs komponerede han mange danse og koncertstykker, men det var da han mødte den noget yngre gårdejer og digter Mads Hansen fra nabobyen Vester Skerninge, at han traf sin rigeste åre. Sammen skrev de en lang række sange for de lokale kor og diverse foreninger. Nogle af disse sange blev meget populære i tiden over hele landet. En af dem, ”Sang for unge Krigere”, skal endda være nået helt til Berlin i et arrangement for militærorkester. Den eneste af deres sange, der for alvor huskes i dag er dog Opvaavni (Faa ajle di smaa Blomster), der vist stadig står i hver eneste større sangbog.